# Sparta (razzo)
Lo Sparta, conosciuto anche come Redstone Sparta, era un razzo statunitense a tre stadi. Si trattava di una versione modificata del razzo Redstone, con due stadi superiori a combustibile solido. Lo Sparta utilizzava come primo stadio un Redstone, come secondo stadio un Antares-2 e come terzo stadio un BE-3. Il razzo fu utilizzato dal 1966 al 1967 per lanci in volo suborbitale dal Woomera Test Range a Woomera, nell'Australia meridionale, nell'ambito di un programma di ricerca congiunto tra Stati Uniti, Regno Unito e Australia volto a studiare i fenomeni di rientro atmosferico. Gli Stati Uniti donarono l'ultimo razzo all’Australia per il lancio orbitale del WRESAT, primo satellite artificiale australiano, che fu effettuato con successo da Woomera il 29 novembre 1967. In totale, lo Sparta fu utilizzato per dieci lanci, effettuati dal novembre 1966 al novembre 1967, con un solo fallimento costituito dal primo lancio.